# Меј Елијас Зијада
Меј Елијас Зијада (арап. مي إلياس زيادة‎, 11. фебруар 1886- 17. октобар 1941.) је била либанско - палестинска песникиња, списатељица и преводилац и написала је различите радове на арапском и француском језику.Након школовања у родном Назарету и у Либану, Зијада се сели са својом подицом у Египат. Од 1911. године почиње да објављује своје радове на француском језику под псеудонимом Исис Копија. Са Халилом Џубраном је од 1912. године водила познату књижевну преписку. Осим тога што је објављивала књиге и песме, писала је и за новине и периодику на арапском језику. Водила је један од најпознатијих књижевних салона у модерном арапском свету. Залагала се за права жена и њихову равноправност у арапском свету. Путовала је по многим земљама не би ли тако повратила животну радост, али након бројних претрпљених личних губитака она се тридесетих година 20. века враћа у Либан, где ју је родбина сместила на психијатријску клинику. Међутим, успева на крају да је напусти и потом одлази у Каиро, где убрзо умире.
Зијада се сматра једном од кључних фигура културног покрета Нахде (арап. النهضة) који је је обележио крај 19. и почетак 20. века у арапској књижевности, а поред тога се сматра и пиониром оријенталног феминизма.

## Биографија

### Приватни живот
Меј Зијада је рођена 11. фебруара 1886. године у Назарету, у Палестини. Њен отац, Елијас Зијада, је био Либанац и маронитски хришћанин који је радио као учитељ, док је њена мајка, Незха, била пореклом Палестинка.
Меј је похађала основну школу у Назарету. Са 14 година је послата у Интуру (арап. عينطورة) како би у самостану за девојчице наставила средњошколско образовање. У Интури је била изложена француској и романтичарској њижевности и то јој се посебно допало. Похађала је неколико римокатоличких школа у Либану пре него што се 1904. године вратила у Назарет код својих родитеља. Наводи се да је прве чланке написала са 16 година. Она се 1908. године сели са својим родитељима у Египат.
Зијада се никада није удавала. Међутим, оно што је било необично јесте књижевна преписка коју је водила од 1912. године са једним од књижевних великана 20. века, либанско - америчким песником и писцем, Халилом Џубраном. Иако се њих двоје никада нису срели, будући да је он живео у Њујорку, њихова преписка је трајала читавих 19 година, све до његове смрти 1931. године.
Између 1928. и 1932. године претрпела је низ личних губитака, смрт својих родитеља, многих пријатеља, а између осталог и Халила Џубрана. Због тога се нашла у тешкој депресији и вратила се у Либан код рођака који су је сместили на психијатријску клинику, како би преузели контролу над њеним имањем. Навал Ел Садави (арап. نوال السعداوي)  тврди да је Меј заправо послата у болницу због изражавања феминистичких осећања. Зијада је тим поступком својих рођака била дубоко повређена и понижена. Након опоравка и добијања медицинског извештаја, који указује на њену психичку стабилност, одлази у Каиро, где ће дочекати смрт 17. октобра 1941. године.

### Новинарство и учење језика
Зијадин отац, Елијас Зијада, је основао новине Ел Махруса након 1908. године, када се породица сместила у Египту. Меј је значајно допринела изради многих чланака.
Била је изразито заинтересована за учење језика. Учила их је самостално код куће и упоредо са француско - католичким образовањем. Касније наставља учење на локалном универзитету у Каиру, на студијама модерних језика. Дипломирала је 1917. године. Након школовања постала је врсни зналац арапског и француског језикуа, а осим тога је користила и познавала енглески, немачки, италијански, шпански, латински и грчки језик.

### Кључна фигура арапске књижевности
Зијада је била веома позната у арапским књижевним круговима и примала је бројне писце и списатељице у књижевни салон, који је основала 1912. године. Међу онима који су посећивали салон су били Таха Хусеин, Халил Мутран,Абас Махмуд Ел Акад, Ахмед Лутфи Ел Сајид, Антон Гемајел и Валидин Јакан. 
Поред тога заслужна је и за представљање дела Халила Џубрана египатској јавности.

## Филозофска схватања

### Феминизам
Сматра се једним од истакнутих заговорника еманципације жена, а одиграла је и кључну улогу у увођењу феминизма у арапску културу. Она је, за разлику од њених савременица активисткиња у области феминизма као што је била Худа Шарави (арап. هدى شعراوي), више била феминисткиња интелектуалка. Борила се за једнакост жена у друштву у којем доминирају мушкарци радећи на буђењу критичког мишљења. Сматрала је да је за решавање овог питања најпре било неопходно бавити се проблемом игнорисања датог питања, а потом и застарелим традицијама. Она је жене сматрала основом сваког друштва. Године 1921. је сазвала конференцију под називом „Циљ живота” (фр. Le but de la vie) на којој се обратила свим Арапкињама да буду слободне и  отворене према западу, али да никада не забораве свој оријентални идентитет. Упркос Зијаднијој смрти 1941. године, њени списи и књижевна дела још увек представљају идеале првог таласа либанског феминизма. Она је подстицала либерализацију положаја жена  кроз увођење образовања жена, добијање бирачког права и представљања у влади.

## Дела
Њен први објављени рад је била збирка песама „Цвеће из снова” (фран. Fleurs de rêve), објављена 1911. године на француском језику, а издаје је под псеудонимом Исис Копија. Опширна дела је писала на француском, а повремено на енглеском и италијанском. Временом се, сазревајући, све више окретала писању на арапском језику. Објављивала је књижевне критике, биографије, поезију слободног стиха, есеје и романе.
Преводила је дела многих страних писаца на арапски језик укључујући дела Артура Конана Дојла са енглеског и Макса Милера са немачког језика. 

### Романтизам и оријентализам
Будући да је од малена била у додиру са романтизмом, на њу су велики утицај оставили Алфонс де Лемартин, Џорџ Гордон Бајрон, Перси Биш Шели и, наравно, Џубран, а ови утицаји су видљиви у већини њених дела. Често је осећала носталгију за Либаном, што се видело и у њеним делима. Осим тога видљива је њена плодна машта, доза мистериозности, меланхолија и очај.

### Значајна дела
- Bâhithat el-Bâdiya باحثة البادية (Истраживање пустиње)
- Sawâneh fatât سوانح فتاة
- Zulumât wa Ichâ'ât ظلمات وأشعة (Тама и зраци)
- Kalimât wa Ichârât كلمات وأشارات (Речи и знаци)
- Al Saha'ef الصحائف (Новине)
- Ghayat Al-Hayât غاية الحياة (Сврха живота)
- Al-Musâwât المساواة (Једнакост)
- Bayna l-Jazri wa l-Madd بين الجزر والمد (Између острва и плиме)